# Świątynia Dźagannatha w Puri
Świątynia Dźagannatha w Puri – hinduistyczna świątynia dedykowana Dźagannathowi (Krysznie), znajdująca się w miejscowości Puri w indyjskim stanie Orissa. Jest popularnym miejscem dorocznych pielgrzymek, nazywanych Ratha Jatra połączonych z widowiskową procesją udekorowanych świątynnych wozów ratha.